# Trans-African Highways

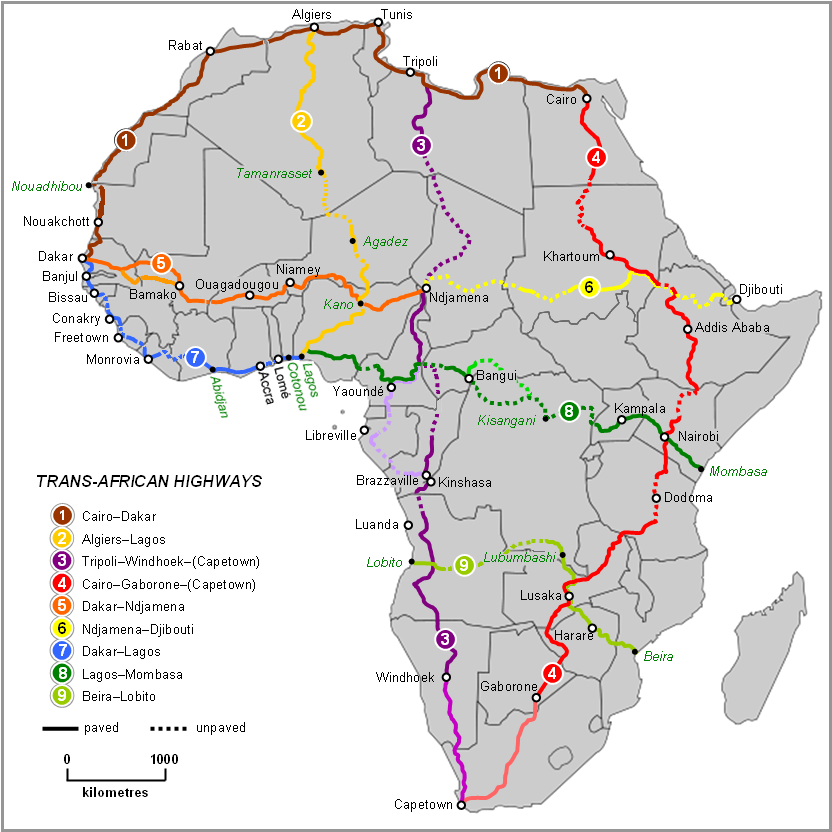

Die Trans-African Highways sind ein System transkontinentaler Straßenprojekte in Afrika, die von der Wirtschaftskommission für Afrika, der Afrikanischen Entwicklungsbank (ADB) und der Afrikanischen Union zusammen mit den Gebietskörperschaften betrieben werden. Ihre Ziele sind die Förderung der afrikanischen Wirtschaft, die Linderung der Armut in Afrika, die Entwicklung der Infrastruktur und des Handelsstraßennetzes. Die Gesamtlänge aller neun Trans-African Highways beträgt 56.683 Kilometer.
In einigen Unterlagen ist von „Trans-African Corridors“ oder „Road Corridors“ die Rede, anstatt von Fernstraßen. Der Name Trans-African Highway und seine Varianten sind außerhalb der Planungsgruppen nicht sehr bekannt und zurzeit weisen Straßenschilder und Karten nur in Kenia und Uganda auf einen „Trans-Africa Highway“ hin, der aus dem Teilstück Mombasa–Nairobi–Kampala–Fort Portal des TAH 8 und dem Zubringer Kampala–Kigali besteht.

## Beteiligte Staaten
Das Netz soll einmal alle Staaten Kontinentalafrikas miteinander verbinden, mit Ausnahme von Eritrea, Südsudan, Somalia, Äquatorialguinea (Rio Muni), Malawi, Lesotho und Eswatini. Von diesen Staaten haben Malawi, Lesotho und Eswatini asphaltierte Straßen, die mit dem Netz verbunden sind; bei den anderen Staaten führen die Trans-African Highways in nächster Nähe der Grenzen vorbei.

## Fehlende Teilstücke
Mehr als die Hälfte der Straßen dieses Netzes sind asphaltiert, aber der Unterhalt ist in weiten Bereichen ein großes Problem. Viele fehlende Teilstücke in diesem Netz sind noch nicht fertiggestellt. Nicht selten sind Fahrwege nach Regenfällen unpassierbar oder deren Nutzung wegen Steinschlag, Sand und Sandstürmen besonders gefährlich. In einigen Fällen gab es auf der geplanten Trasse niemals irgendeine Straße, wie z. B. auf den 200 Kilometer zwischen Salo in der Zentralafrikanischen Republik und Ouésso auf dem TAH 3. Solche Teilstücke fehlen in den meisten Fällen, weil die entsprechende Strecke vom betreffenden Land als nicht so wichtig eingestuft wird, während sie für die Region und den afrikanischen Kontinent von großer Bedeutung wäre.
Wegen dieser fehlenden Teilstücke sind von den fünf Großregionen Afrikas – Nordafrika, Westafrika, Zentralafrika, Ostafrika und Südliches Afrika – nur zwei, nämlich Süd- und Ostafrika, mit jederzeit befahrbaren Straßen verbunden, und diese Verbindung besteht aus einer einzigen Straße im Südwesten Tansanias.
Nord- und Westafrika werden bald komplett mit Straßen durch die Sahara verbunden sein, sobald die letzten kleinen fehlenden Teilstücke asphaltiert sind. Das Hauptproblem des Netzes aber ist das Fehlen asphaltierter Straßen durch Zentralafrika. Dies behindert nicht nur den Handel zwischen Ost- und Westafrika und zwischen Süd- und Westafrika, sondern auch innerhalb Zentralafrikas. Es gibt zwar asphaltierte Straßen aus West-, Ost- und Südafrika, die an die Grenzen Zentralafrikas heranreichen, aber sie führen nicht sehr weit in diese Region hinein. Die Geographie, der Regenwald und das Klima in der Mitte des Kontinents, besonders in den Einzugsgebieten des südlichen und mittleren Kongo, des Ubangi, des Sangha und des Sanaga, stellen große Hindernisse dar, und asphaltierte Straßen in diesen Gebieten bleiben nur kurze Zeit bestehen. Des Weiteren haben im Norden Kameruns und im Tschad bergige Gebiete oder Ebenen, die oft überflutet werden, den Bau asphaltierter Straßen bisher verhindert.
Durch diese schwierigen Gegenden sind drei TAHs in Ost-West-Richtung (6, 8 und 9) und eine in Nord-Süd-Richtung (3) geplant. Alle diese Fernstraßen haben große Fehlstellen in Zentralafrika.

## Hintergrund und Notwendigkeit der Trans-African Highways
In Afrika gab es bisher wenig internationale Zusammenarbeit im Straßenbau. Die Kolonialmächte und später konkurrierende nationale und territoriale Mächte wollten im Allgemeinen keine Straßenverbindungen zwischen ihren Einflussgebieten. Ausnahmen gab es nur, wo diese Verbindungen absolut notwendig waren, und in den heute unabhängigen Staaten Afrikas wurden die Grenzen eher betont, um die Wirtschaft des eigenen Landes zu schützen, als Waffe in Grenzkonflikten und um die Korruption zu befördern.
Die Armut behindert die Entwicklung ebenfalls, da die kargen finanziellen Mittel für nationale Prioritäten, anstatt für internationale verwendet werden müssen.
Die Stellen, die das Fernstraßennetz ausbauen wollen, tun dies, weil sie daran glauben, dass dieser Ausbau die Wirtschaft anregt, die Armut lindert, und die Gesundheitsvorsorge und Erziehung davon profitieren, da die Straßen die Verteilung medizinischer Dienste und der Bildungsressourcen in unzugängliche Gebiete fördert.

## Kriege und Konflikte
Kriege und Konflikte verhindern den Fortschritt im Straßenbau, führten zur Zerstörung bestehender Straßen und Brücken, verhinderten die Erhaltung und führten oft zur Schließung wichtiger Verbindungen. Sierra Leone, Liberia, die Demokratische Republik Kongo und Angola bauen heute nach Kriegszeiten wieder auf. Der Bürgerkrieg im Kongo warf die Infrastruktur in diesem Land um Jahrzehnte zurück und unterbrach die wichtige Route zwischen Ost- und Westafrika. In den letzten Jahren behindern Sicherheitsprobleme den Straßenverkehr in Algerien, in Libyen, in Teilen von Ägypten und im nördlichen Tschad.
Die Trans-African Highways können sich nur in Zeiten des Friedens und der Stabilität entwickeln. Beispielsweise ist ein Teilstück des TAH 1 die Libysche Küstenstraße (Via Balbia), deren Sperrungen infolge des dortigen Bürgerkriegs sich seit 2011 wiederholt auf den internationalen Fernverkehr negativ auswirken. Oder der Darfur-Konflikt, der im Westen des Sudans die Entwicklung des Netzes behindert (TAH 6). Nicht Krieg, sondern Gesetzlosigkeit behindert den Bau des TAH 3 zwischen Libyen und Tschad, und auch wenn wirtschaftliche Probleme die Unterhaltung des TAH 4 und des TAH 9 durch Simbabwe behindern könnten, gibt es doch praktikable Alternativen in den Nachbarländern. Die Konflikte in Somalia betreffen das Netz nicht, da dies das größte Land ohne TAHs ist, aber sie könnten die Entwicklung der Zubringerstraßen behindern.

## Prinzipien und Prozesse
Die Entwicklungsstellen nutzen, wo immer möglich, nationale Fernstraßen. Ihre Ziele sind die Identifikation wirtschaftlicher Notwendigkeiten, die Planung der Fernstraßen, die Suche nach finanziellen Mitteln für fehlende Teilstücke und Brücken, die Asphaltierung von Schotter- und Schlammstraßen und die Wiederherstellung zerstörter asphaltierter Straßen.
Man weiß auch um die Notwendigkeit, Verzögerungen durch Kontrollen an Polizeiposten und Grenzstationen zu verringern und Reisehindernisse zu beseitigen, aber bisher gibt es hier noch keine Lösungen. Anstatt internationale Fernstraßen zu bekommen, über die jedes Land weiterhin die Kontrolle hat und seine gesetzlichen Regelungen anwendet, braucht man eher transnationale Fernstraßen mit vereinfachten und gemeinsamen Reiseregeln ohne Verzögerungen für Reisende und Güter.

## Fehlende Umweltaspekte
Während in anderen Teilen der Welt in der Regel detaillierte Untersuchungen über die Einflüsse von Fernstraßen auf die Umwelt durchgeführt werden, fehlen in den Berichten von ADB und UNECA Untersuchungen von Spezialisten über Einflüsse auf Wildtiere, Wälder, Luftverschmutzung, Trinkwasserschutz, Gesundheit und die Ausbreitung von Seuchen völlig. Die Rolle der Fernstraßen beim Verschwinden der Wälder, bei der Erosion, bei der Zerstörung von Rückzugsgebieten für Wildtiere, bei der Ausbreitung des Handels mit Buschfleisch und von menschlichen, tierischen und pflanzlichen Krankheiten, wie die durch die Tsetse-Fliege verursachten, ist wohlbekannt, wird aber nicht betrachtet. Dies führte zu Trassen durch sensible und relativ unberührte Regionen, wie die Waldgebiete des oberen Sangha-Flusses, obwohl Alternativen mit weniger Einfluss auf die Umwelt existiert hätten.

## Beschreibung der Fernstraßen
Neun Fernstraßen wurden ausgewiesen. In einem groben Netz führen sechs hauptsächlich von Ost nach West und drei hauptsächlich von Nord nach Süd.

### Ost-West-Routen
Beginnend mit der nördlichsten Route, sind dies die Strecken von Ost nach West:
- Trans-African Highway  (TAH 1), Kairo-Dakar-Highway, 8636 km Diese Straße führt hauptsächlich an der nordafrikanischen Mittelmeerküste entlang und setzt sich an der Atlantikküste von Nordwestafrika fort. 2005 wurde das letzte fehlende Teilstück in Mauretanien zwischen Nouakchott und Nouadhibou asphaltiert, nur am Grenzübergang Westsahara–Mauretanien verbleiben einige Kilometer Piste. Die TAH 1 ist mit der TAH 7 verbunden und bildet so die vierte Nord-Süd-Verbindung entlang des westlichen Teils des Kontinents. Der nordwestliche, durch die Maghrebländer führende Teil wird Transmaghrébine genannt. Der Streckenabschnitt in Algerien wird derzeit zu einer dreispurigen Autobahn ausgebaut, die 2011 eingeweiht werden soll. Ein Problem stellt der Grenzübergang zu Marokko dar, der seit 1994 geschlossen ist.[3]
- Trans-African Highway  (TAH 5), Dakar-N’Djamena-Highway, 4496 km, bekannt auch als Trans-Sahelian Highway, verbindet die westafrikanischen Staaten der Sahelzone. Ca. 80 % der Straße sind fertig.
- Trans-African Highway  (TAH 6), N’Djamena-Dschibuti-Highway, 4219 km: Anschließend an TAH 5 verbindet er die östliche Sahelzone mit dem Indischen Ozean bei Dschibuti. Etwa dieser Verlauf wurde Anfang des 20. Jahrhunderts schon von der Kolonialmacht Frankreich angestrebt.
- Trans-African Highway  (TAH 7), Dakar-Lagos-Highway, 4010 km: auch Trans-West African Coastal Road genannt, zu ca. 80 % fertig. Diese Fernstraße ist mit der TAH 1 verbunden und bildet mit ihr eine zusätzliche Nord-Süd-Route an der Westseite des Kontinents.
- Trans-African Highway  (TAH 8), Lagos-Mombasa-Highway, 6259 km: Verbunden mit TAH 7 bildet diese Fernstraße eine 10.269 km lange Verbindung zwischen dem Osten und dem Westen Afrikas. Die östliche Hälfte des Lagos-Mombasa Highway ist in Kenia und Uganda fertiggestellt, wo sie teilweise als „Trans-Africa Highway“ bezeichnet wird (nur dort wird dieser Name allgemein gebraucht). Der westliche Teil in Nigeria, Kamerun und der Zentralafrikanischen Republik ist fast fertig, aber ein langes fehlendes Teilstück durch die Demokratische Republik Kongo verhindert die praktische Nutzung im Mittelteil.
- Trans-African Highway  (TAH 9), Beira-Lobito-Highway, 3523 km: Die westliche Hälfte ist fertig, aber der Weg durch Angola und den Süden des Kongo müsste dringend saniert werden.

### Nord-Süd-Routen
Beginnend mit der westlichsten Inlandroute, sind dies die Strecken von Nord nach Süd:
- Trans-African Highway  (TAH 2), Algier-Lagos-Highway, 4.504 km, auch Trans-Sahara Highway: Die Strecke war bis auf die letzten 200 km Fahrspur vor Arlit im Niger bereits asphaltiert, allerdings sind bereits weite Teile der algerischen Strecke südlich von In Salah durch das Klima und den LKW-Verkehr so stark beschädigt, dass wieder auf die Pisten ausgewichen werden muss. Zudem behindern in diesem Bereich Grenz- und Polizeikontrollen verstärkt den Verkehr.

- Trans-African Highway  (TAH 3), Tripolis-Windhoek-(Kapstadt)-Highway, 10.808 km: Diese Strecke hat die meisten Fehlstellen und muss auch in großen Teilen erneuert werden, da nur nationale Asphaltstraßen in Libyen, Kamerun, Angola, Namibia und Südafrika bis zu einem gewissen Grad benutzt werden können. Ursprünglich war Südafrika wegen der dort herrschenden Rassendiskriminierung nicht beteiligt. Inzwischen führt die Strecke aber bis Kapstadt.

- Trans-African Highway  (TAH 4), Kairo-Gaborone-Kapstadt-Highway, 10.228 km: Die südliche Hälfte dieser Route ist fertiggestellt, aber im nördlichen Sudan, im nordwestlichen Äthiopien und in Nordkenia muss sie noch gebaut werden. Der Grenzübergang von Ägypten in den Sudan ist seit vielen Jahren geschlossen, aber eine Autofähre auf dem Nassersee kann genutzt werden. Wie auch beim TAH 3 war Südafrika ursprünglich von dieser Straße abgekoppelt, wurde aber inzwischen mit Strecken über Pretoria nach Kapstadt eingeschlossen. Mit Ausnahme der Strecke durch Äthiopien fällt die Route mit der britischen Planung einer Kairo-Kapstadt-Straße im frühen 20. Jahrhundert zusammen.

Ganz im Westen des Kontinents fügen sich die Ausläufer der Ost-West-Routen TAH 1 und TAH 7 zu einer vierten Nord-Süd-Route, welche von Rabat bis Monrovia reicht.

### Regionale Fernstraßenprojekte in Afrika
Regional-internationale Körperschaften sind an der Entwicklung des transafrikanischen Fernstraßennetzes stark beteiligt und arbeiten mit der ADB und der UNECA zusammen. So z. B.:
- Die Union des Arabischen Maghreb betreibt den Bau und die Unterhaltung der Strecke Tripolis–Nouakchott des TAH 1
- Die Westafrikanische Wirtschaftsgemeinschaft (ECOWAS) betreibt Bau und Unterhaltung der TAH 5 und TAH 7.
- Die Südafrikanische Entwicklungsgemeinschaft (SADC) betreibt ein weitläufiges Netz von Straßenprojekten und Handelswegen im südlichen Afrika. Der TAH 9 und die südlichen Bereiche des TAH 3 und des TAH 4 benutzen regionale Fernstraßen der SADC und ihrer Vorgängerorganisationen. Insbesondere kümmert sich die SADC um Verbindungen von Regionen ohne Zugang zum Meer und damit zu Seehäfen. Ein gutes Beispiel hierfür ist der Trans-Kalahari-Highway, der den namibischen Containerhafen Walvis Bay an der Atlantikküste über Botswana und Südafrika mit der mosambikanischen Hauptstadt Maputo am Indischen Ozean verbindet.
- Der Trans-Kalahari Corridor.
- Dschibuti-Bata (Stadt) – Ost-West-Richtung – 5823 km.